# 'Ndrina Molè
I Molè sono una 'ndrina della piana di Gioia Tauro, un tempo alleata con i Piromalli. I Molè tra gli anni '80 e '90 iniziano a gestire quasi interamente il traffico di droga della zona di Gioia Tauro, la cannabis coltivata in loco, e la cocaina presa dai cartelli colombiani ma anche da altre 'ndrine della provincia reggina per avere contatti col resto d'Italia e paesi esteri come Argentina, Francia, Germania e Svizzera.

## Storia

### Anni '90
Il 18 maggio 1990 viene ucciso il commerciante Ferdinando Caristena in quanto, come dichiarato dal killer pentito Annunziato Raso reo di avere una relazione con la sorella del cognato del boss Domenico Molè e di avere anche una presunta relazione omosessuale.
Il 3 giugno 1993 scatta l'operazione Tirreno con raffiche di arresti e centinaia di persone coinvolte: la piana di Gioia Tauro viene colpita in ogni angolo, vengono arrestati capibastone delle famiglie dei Molè, Piromalli, Pesce, Bellocco, Mancuso, Ruggero, sulla base delle dichiarazioni rese dal collaboratore di giustizia Annunziato Raso. L'accusa gli contesta omicidi, tentati omicidi, traffico d'armi, di droga, rapine, estorsioni. Il processo a carico dei boss si conclude dopo centinaia di udienze e rinvii, le condanne che toccano il 90% delle persone con ergastoli e pene variabili dai 2 ai 30 anni di reclusione.

### Anni 2000 - La scissione dai Piromalli
- 20 ottobre 2005 - operazione Mar Nero contro i Piromalli-Molè[4][5][6][7].
- Il 12 gennaio 2008 vengono arrestate 33 persone per traffico di droga vicino alle famiglie Piromalli e Molè. Trovato anche un arsenale di armi.
- Il 1º febbraio 2008 viene assassinato il capobastone Rocco Molè, ignoto il movente, si ipotizza una guerra fra cosche[8][9].
- Il 12 luglio 2008 a El Mas Trader in Spagna viene arrestato dal ROS di Genova Ippolito Magnoli, esponente di rilievo dei Piromalli-Molè che gestiva il traffico di cocaina tra Colombia e Spagna, e in passato anche in Francia. Il Gip di Reggio Calabria emise ben 4 provvedimenti contro di lui in passato. Il 22 febbraio del 2008 furono arrestati i suoi fratelli Antonio e Luciano[10].
- Il 23 luglio 2008 nell'operazione Cent'anni di storia vengono arrestate 18 persone degli Alvaro, Piromalli e Molè[11][12][13].
- L'11 giugno 2009 viene arrestato dai carabinieri del ROS di Reggio Calabria il capobastone Girolamo Molè in contrada Monacelli a Gioia Tauro. Era ricercato dal luglio del 2008[14].
- Il 22 dicembre 2009 i carabinieri di Reggio Calabria arrestano 26 persone per un traffico di merci contraffatte ad opera delle famiglie Pesce e Molè che agevolavano ditte cinesi tramite il pagamento di una tangente per fare arrivare la merce al porto di Gioia Tauro[15].

### Anni 2010
- Il 25 marzo 2010 viene scoperto un sodalizio tra Pietro D'Ardes, Rocco Casamonica del clan dei Casamonica e affiliati alla 'Ndrangheta dei Piromalli-Molè e Alvaro per il riciclaggio dei proventi illeciti e costituzione di società (15 sequestrate) per la partecipazione ad appalti pubblici[16].
- L'11 settembre 2013 si conclude l'operazione Ammitt durata due anni che porta all'arresto di 5 presunti affiliati ai Molè e al sequestro di beni a Montecatini Terme, Gioia Tauro e Lamezia Terme[17][18].
- Il 24 giugno 2014, nell'operazione Mediterraneo vengono arrestati 54 presunti affiliati accusati di associazione mafiosa, traffico di droga e di armi e intestazione fittizia di beni; vengono sequestrati beni, quote di società e due cliniche private a Gioia Tauro e Terni, per un valore di 25 milioni di euro[19][20].
- Il 3 agosto 2016 si conclude l'operazione Vulcano nei confronti di 12 presunti esponenti delle famiglie Piromalli, Molè, Alvaro e Pesce accusati di traffico internazionale di droga[21].
- 23 marzo 2017: operazione Gerry contro le cosche Bellocco, Piromalli, Molè, Avignone e Paviglianiti[22][23].
- Il 23 maggio 2018 nel processo Breakfast entra una informativa della Direzione investigativa antimafia in cui il pentito Cosimo Virgiglio ed ex massone racconta che la 'ndrina dei Molé attraverso l'ex ministro dell'interno Claudio Scajola voleva arrivare ad Impregilo. Racconta inoltre dei rapporti dei Molè con la loggia coperta di Ugolini Giacomo Maria alias Grande Oriente di San Marino[24].
- L'11 luglio 2018 vengono arrestate a Rocca di Papa (Roma) 4 persone e sequestrati loro beni del valore di 4 milioni di euro in quanto accusati di intestazione fittizia di beni, trasferimento fraudolento di valori, finalizzato ad eludere le disposizioni di legge in materia di misure di prevenzione patrimoniali. Sarebbero in relazione con i Molè[25][26].

### Anni 2020
- Il 28 marzo 2020 viene arrestato a Gioia Tauro Rocco Molè in flagranza di reato per possesso di stupefacenti; sono stati sequestrati in un capannone 538 chili di cocaina in panetti[27].
- 23 marzo 2021: operazione Chirone contro le cosche Piromalli e Molè[28][29][30][31].
- 14 settembre 2021: operazione Crypto contro i Piromalli, i Molè, i Bellocco, i Pesce e i Cacciola-Certo-Pronestì[32][33].
- 16 novembre 2021: operazione Nuova Narcos Europea contro i Molè, i Pesce e i Crea[34][35][36][37].

## Esponenti
- Antonio Molè (1928 - 2006), detto Zii Ninu.
- Girolamo Molè (1961), detto Mommo[38]. Era figlio dello storico boss della 'ndrangheta di Gioia Tauro, Antonio Molè. Il clan ha almeno cento anni di storia, secondo quanto affermato da Mommo Molè in una conversazione ascoltata di sfuggita. I fratelli Molè, Girolamo, Domenico e Rocco presero le redini del clan dal padre.
- Domenico Molè, (1962), detto Mico Mico.
- Rocco Molè (1965 - 2008)
- Antonio Molè (1989), detto Ninu u niru, figlio del boss Girolamo Molè, detto Mommo.
- Antonio Molè (1990), detto Ninu u jancutuu, figlio di Domenico Molè, detto Mico Mico.
- Rocco Molè (1995), figlio del boss Girolamo Molè, detto Mommo.

## Famiglie vicine ai Molè
- Gangemi
- Stillitano
- Volta